# G.728
G.728 — это стандарт ITU-T для операции кодирования речи на 16 кбит/с. Официально он описывается как кодирование речи на 16 кбит/с, используя линейное предсказание с мультикодовым управлением и с низкой задержкой.
Технология использует алгоритм CELP с низкой задержкой. При этом задержка кодека составляет всего 5 семплов, или 0,625 мс. Линейное предсказание вычисляется с 50 позиции назад фильтром кодирования с линейным предсказанием. Возбуждение генерируется с усиленным масштабированием векторным квантованием. Стандарт был разработан в 1992 году в виде алгоритма кода с плавающей запятой. В 1994 году был выпущен кодек, в котором использовалось число с фиксированной запятой. G.728 обрабатывал модемные сигналы с малым битрейтом до скоростей 2400 бит/сек. Также через него проходили сигналы компьютерных сетей. Сложность кодека составляет 30 MIPS. Для кодовой книги в работе кодека требуется 2 Кб оперативной памяти.  Средний балл эффективности (англ. Mean opinion score) G.728 составляет 3,61.
Сущность метода сводится к аналитически-синтетическому подходу при поиске в кодовой книге, хранящейся в CELP. Однако CELP с низкой задержкой использует адаптивное предсказание назад для достижения алгоритмической задержки в 0,625 мс.
Формат RealAudio 28,8 является вариантом с уменьшенным битрейтом этого стандарта с использованием 15,2 кбит/с.